# Giorgi Gakharia
Giorgi Zauris dze Gakharia (in georgiano გიორგი ზაურის ძე გახარია?; Tbilisi, 19 marzo 1975) è un politico georgiano, dall'8 settembre 2019 primo ministro della Georgia fino alle sue dimissioni il 18 febbraio  2021.

## Biografia

### Premier
È stato nominato alla carica di Primo Ministro il 3 settembre 2019, in sostituzione di Mamuk'a Bakht'adze che si era dimesso il giorno prima. La nomina di Gakharia è stata controversa, con alcuni partiti di opposizione che hanno lasciato il dibattito parlamentare sulla sua candidatura. Tuttavia, poiché il partito Sogno Georgiano (Georgian Dream) al potere ha una maggioranza assoluta, Gakharia è stato confermato.  Dopo essere stato nominato Primo Ministro, l'8 settembre 2019, il gabinetto entrante di Gakharia ha ottenuto la fiducia parlamentare con 98 voti a favore e nessuno contrario. 
Il 2 novembre 2020, durante la pandemia COVID-19 in Georgia, Gakharia è risultato positivo al virus.
Il 21 gennaio 2021, la Georgia ha vinto una controversia con la Russia nella Corte di Strasburgo. Una grande vittoria per il paese. Quel giorno, Gakharia nominò Davit Zalkaliani Ministro degli Affari Esteri della Georgia, come Vice Primo Ministro.
Il 12 febbraio, Gakharia ha licenziato i governatori di alcune regioni del paese e ne ha nominati altri.

### Elezioni parlamentari del 2020
Georgian Dream ha lanciato una campagna elettorale nel luglio 2020. Gakharia ha partecipato alla campagna fin dall'inizio come membro del partito che a settembre lo ha nominato candidato a primo ministro. Sotto la sua guida  Georgian Dream ha vinto le elezioni. Il 24 dicembre, il nuovo Parlamento ha approvato il gabinetto di Giorgi Gakharia per un secondo mandato. 

### Le dimissioni
Le dimissioni di Gakharia, annunciate la mattina del 18 febbraio 2021, sono state inaspettate. In seguito si saprà che  Gakharia non era riuscito a raggiungere un'intesa nel partito, che non era più d'accordo sulle sue posizioni e che quindi aveva preferito dimettersi. In quel periodo Nik'a Melia, presidente del partito di opposizione Movimento Nazionale Unito, era stato accusato di aver organizzato violenze durante le proteste antigovernative nel 2019. Quando Melia aveva rifiutato di pagare una cauzione di 12.000 dollari, un tribunale georgiano aveva stabilito che Melia doveva essere detenuto prima del suo processo. In risposta, Melia aveva dichiarato che la sentenza della corte era "illegale", e il 18 febbraio, Gakharia si era dimesso proprio per la decisione di detenere Melia che era stato poi arrestato mentre si trovava nella sede del partito United National Movement il 23 febbraio. 
Il partito di governo Georgian Dream ha sostenuto Irak'li Gharibashvili per sostituire Gakharia, e il Parlamento votato 89-2 per nominarlo il 22 febbraio.